# Pluchea
Pluchea är ett släkte av korgblommiga växter. Pluchea ingår i familjen korgblommiga växter.

## Bildgalleri

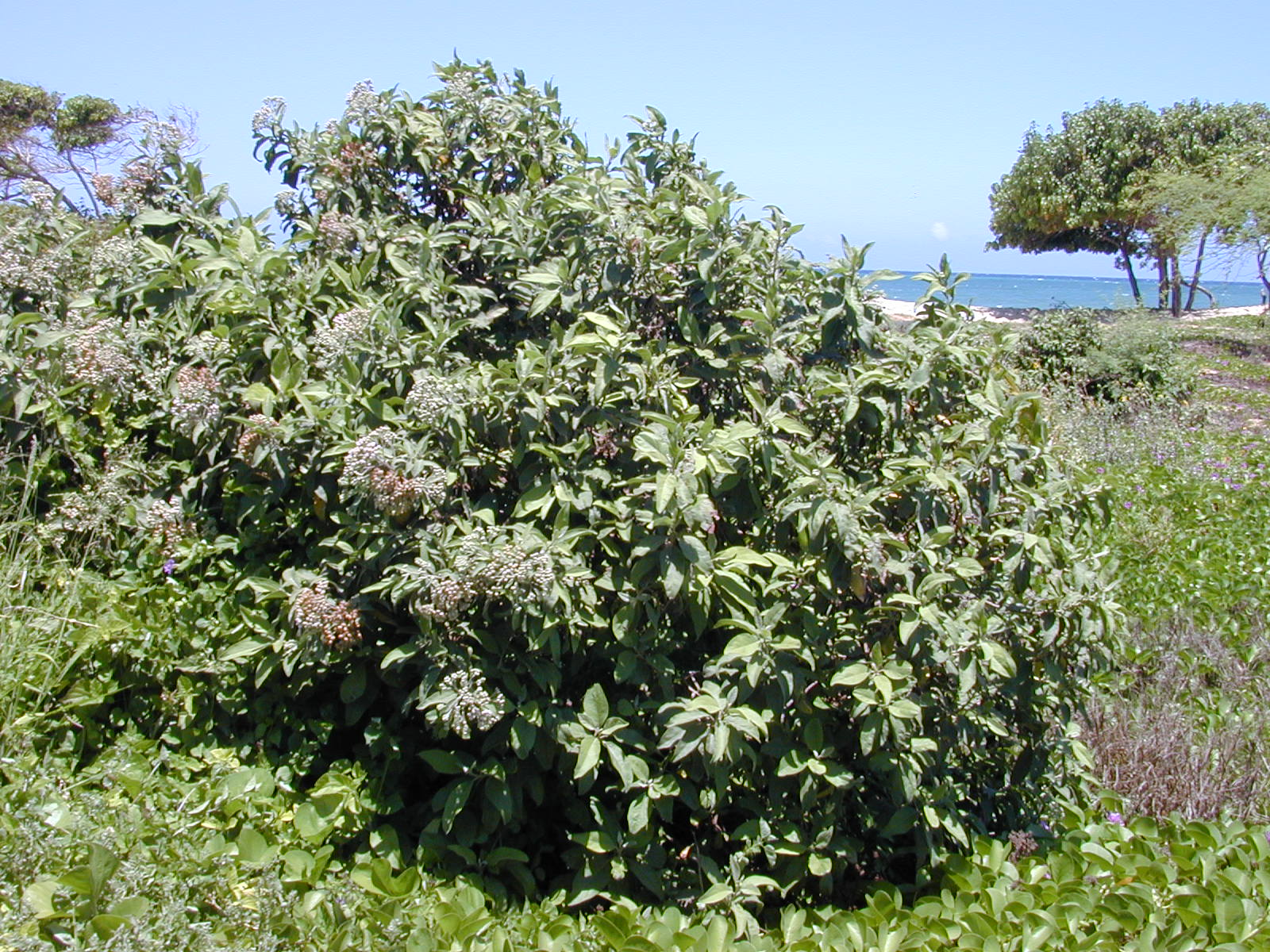

## Dottertaxa tillPluchea, i alfabetisk ordning[1]
- Pluchea arabica
- Pluchea arguta
- Pluchea baccharis
- Pluchea baccharoides
- Pluchea bequaertii
- Pluchea biformis
- Pluchea bojeri
- Pluchea camphorata
- Pluchea carolinensis
- Pluchea chingoyo
- Pluchea dentex
- Pluchea dioscoridis
- Pluchea dodonaeifolia
- Pluchea domingensis
- Pluchea dunlopii
- Pluchea eupatorioides
- Pluchea ferdinandi-muelleri
- Pluchea fiebrigii
- Pluchea foetida
- Pluchea grevei
- Pluchea heterophylla
- Pluchea hirsuta
- Pluchea indica
- Pluchea kelleri
- Pluchea lanceolata
- Pluchea lanuginosa
- Pluchea laxiflora
- Pluchea linearifolia
- Pluchea littoralis
- Pluchea lucens
- Pluchea lycioides
- Pluchea mexicana
- Pluchea microcephala
- Pluchea nogalensis
- Pluchea oblongifolia
- Pluchea odorata
- Pluchea ovalis
- Pluchea parvifolia
- Pluchea polygonata
- Pluchea pteropoda
- Pluchea rosea
- Pluchea rubelliflora
- Pluchea rufescens
- Pluchea sagittalis
- Pluchea sagittata
- Pluchea salicifolia
- Pluchea sarcophylla
- Pluchea scabrida
- Pluchea sericea
- Pluchea somaliensis
- Pluchea sordida
- Pluchea succulenta
- Pluchea tetranthera
- Pluchea tomentosa
- Pluchea wallichiana
- Pluchea yucatanensis
- Pluchea zamalloae